# Wiesenau
Wiesenau (in lusaziano inferiore Łuka) è un comune di 1 230 abitanti del Brandeburgo, in Germania.
Appartiene al circondario dell'Oder-Sprea ed è parte della comunità amministrativa di Brieskow-Finkenheerd.

## Storia
Wiesenau portò fino al 1919 il nome Krebsjauche.